# JLT One-Day Cup 2019/20
Der JLT One-Day Cup 2019/20 war die 51. Austragung der nationalen List A Cricket-Meisterschaft in Australien. Der Wettbewerb wurde zwischen dem 21. September und 26. November 2019 zwischen sechs australischen First-Class-Vertretungen der Bundesstaaten und einer Vertretung der australischen Cricket-Nationalmannschaft ausgetragen. Im Finale konnte sich Western Australia mit 4 Wickets gegen Queensland durchsetzen.

## Format
Die sechs Mannschaften spielten in einer Gruppe einmal gegen jede andere Mannschaft. Für einen Sieg gab es vier Punkte, für ein Unentschieden oder No Result zwei und für eine Niederlage keinen Punkt. Ein Bonuspunkt wurde vergeben, wenn bei einem Sinn die eigene Runzahl die des Gegners um das 1,25-fache überstieg, ein weiterer, wenn sie sogar mehr als das Doppelte des Gegners betrug. Des Weiteren war es möglich, dass Mannschaften Punkte abgezogen bekamen, wenn sie beispielsweise zu langsam spielten. Der Gruppenerste und Gruppenzweite bestritten das Finale.

## Kaderlisten
Die folgenden Kader wurden von den Mannschaften benannt.
| ODI | ODI | ODI | ODI | ODI | ODI | ODI |
| New South Wales | Queensland | South Australia | Tasmanien | Victoria | Western Australia |     |
| --- | --- | --- | --- | --- | --- | --- |
| - Peter Nevill (K) - Sean Abbott - Nicholas Bertus - Harry Conway - Jack Edwards - Mickey Edwards - Daniel Fallins - Matthew Gilkes - Liam Hatcher - Moises Henriques - Daniel Hughes - Nick Larkin - Nathan McAndrew - Arjun Nair - Kurtis Patterson - Daniel Sams | - Usman Khawaja (K) - Xavier Bartlett - Max Bryant - Joe Burns - Ben Cutting - Cameron Gannon - Sam Heazlett - Charlie Hemphrey - Matthew Kuhnemann - Marnus Labuschagne - Michael Neser - Jimmy Peirson - Matthew Renshaw - Billy Stanlake - Mark Steketee - Jack Wildermuth | - Travis Head (K) - Wes Agar - Alex Carey - Tom Cooper - Callum Ferguson - Jake Lehmann - Joe Mennie - Harry Nielsen - Lloyd Pope - Kane Richardson - Luke Robins - Alex Ross - Cameron Valente - Jake Weatherald - Adam Zampa | - Matthew Wade (K) - George Bailey - Jackson Bird - Alex Doolan - Jake Doran - Nathan Ellis - James Faulkner - Jarrod Freeman - Caleb Jewell - Ben McDermott - Riley Meredith - Alex Pyecroft - Gurinder Sandhu - Jordan Silk - Beau Webster | - Peter Handscomb (K) - Scott Boland - Jackson Coleman - Travis Dean - Andrew Fekete - Aaron Finch - Sam Harper - Marcus Harris - Mackenzie Harvey - Jon Holland - Nic Maddinson - Glenn Maxwell - James Pattinson - Will Pucovski - Matthew Short - Will Sutherland - Chris Tremain | - Mitchell Marsh (K) - Ashton Agar - Cameron Bancroft - Hilton Cartwright - Nathan Coulter-Nile - Cameron Green - Matt Kelly - Shaun Marsh - Josh Philippe - Jhye Richardson - D’Arcy Short - Marcus Stoinis - Ashton Turner - Andrew Tye |     |

## Resultate

### Gruppenphase
Tabelle
| Teams             | Sp. | S | N | U | R | NR | BP | Ded | Punkte | NRR    |
| ----------------- | --- | - | - | - | - | -- | -- | --- | ------ | ------ |
| Queensland        | 7   | 5 | 2 | 0 | 0 | 0  | 2  | 0   | 22     | +0.757 |
| Western Australia | 7   | 5 | 2 | 0 | 0 | 0  | 2  | 0   | 22     | +0.482 |
| South Australia   | 7   | 4 | 3 | 0 | 0 | 0  | 2  | 0   | 18     | +0.078 |
| Tasmanien         | 7   | 3 | 4 | 0 | 0 | 0  | 1  | 1   | 12     | −0.034 |
| Victoria          | 7   | 3 | 4 | 0 | 0 | 0  | 0  | 0   | 12     | −0.784 |
| New South Wales   | 7   | 1 | 6 | 0 | 0 | 0  | 1  | 0   | 5      | −0.488 |

### Finale
| 26. November Scorecard | Hobart | Queensland 205 (49.3)                   | – | Western Australia 210-6 (48) |
|                        |        | Western Australia gewinnt mit 4 Wickets |   |                              |